# 第十届中国曲艺牡丹奖
第十届中国曲艺牡丹奖于2018年举办，共评出5个节目奖、6个表演奖、5个新人奖、4个文学奖。

## 获奖名单

### 节目奖
- 中篇扬州评话《玉山子传奇》
- 杭州摊簧《夏母训子》
- 四川扬琴《守望》
- 相声《我爱诗词》
- 沁州三弦书《十七棵松》

### 文学奖
- 中篇苏州弹词《焦裕禄》（作者：周希明、陈世海、邢晏春、季静娟）
- 绍兴莲花落《催生鸡》（作者：陈金华、袁伟文、胡浓珠）
- 鄱阳大鼓《晒秋》（作者：珏甫、李小英、周叔琛）
- 小品《等爱回家》（作者：李翔、邢语）。

### 表演奖
- 王勤
- 蔡小华
- 徐宁
- 庄丽芬
- 何菊芳
- 杨锦龙

### 新人奖
- 陆锦花
- 袁国虎
- 纪鸣亮
- 李丁
- 王舜